# Isabelle Kinsolving
Isabelle Kinsolving Farrar (Nueva York, 15 de noviembre de 1979) es una deportista estadounidense que compitió en vela en la clase 470.
Ganó una medalla de oro en el Campeonato Mundial de 470 de 2008. Participó en los Juegos Olímpicos de Atenas 2004, ocupando el quinto lugar en la clase 470.

## Palmarés internacional
| \| Campeonato Mundial \| Campeonato Mundial \| Campeonato Mundial \| Campeonato Mundial \| \| Año \| Lugar \| Medalla \| Clase \| \| ------------------ \| --------------------- \| ------------------ \| ------------------ \| \| 2008 \| Melbourne (Australia) \| Medalla de oro \| 470 \| |                       |                |       |
| Campeonato Mundial |                       |                |       |
| Año | Lugar                 | Medalla        | Clase |
| 2008 | Melbourne (Australia) | Medalla de oro | 470   |